# 桓楷
桓楷（？—？），字正则，谯国龙亢人，桓荣七世孙，任济北相。有子桓颢，孙桓彝。